# 第乌县

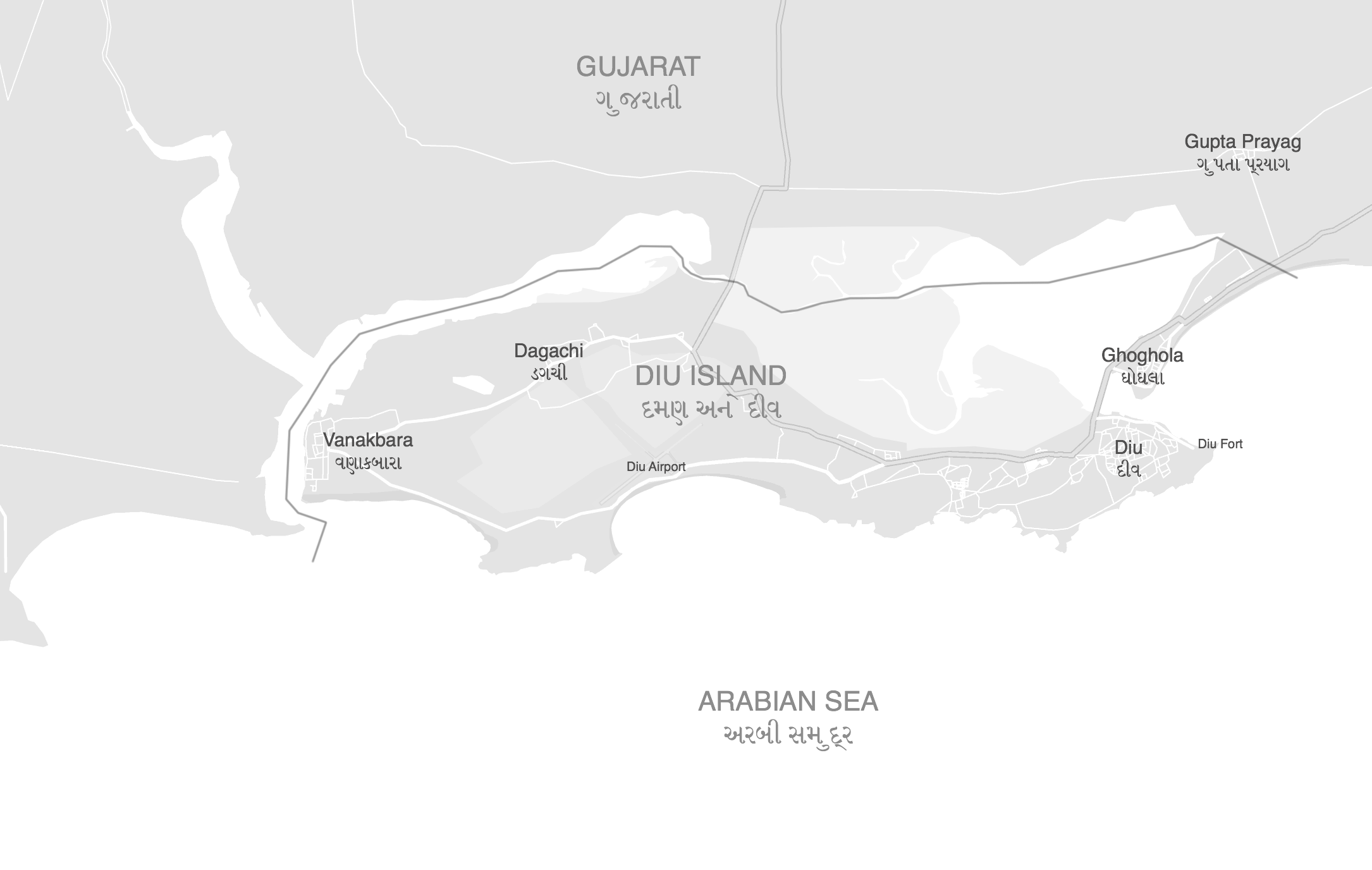
第乌县地圖

第乌（/ˈdiːuː/）是印度的联邦属地达德拉-纳加尔哈维利和达曼-第乌的一个县。 该县由第乌岛和印度大陆上的两个小飞地组成。区总部设在第乌镇。它是该国人口第九少的县（在640 个县中）。 